# Swami Dayananda Saraswati
Maharishi Dayanand Saraswati (Devanagari:स्वामी दयानन्द सरस्वती, Gujarati: મહારીશી  દયાનંદ  સરસ્વતી) (12 de fevereiro de 1824 - 31 de outubro de 1883) foi um estudioso religioso hindu, reformador e fundador da Arya Samaj, "Sociedade dos Nobres", um movimento reformista hindu fundado em 1875. Foi o primeiro homem que usou a expressão Swarajya - "Índia para os indianos" em 1876, que mais tarde foi promovida por Lokmanya Tilak. Denunciando a idolatria e a adoração ritualística prevalentes no hinduísmo naquela época, ele trabalhou para reavivar as ideologias védicas. O filósofo e posteriormente Presidente da Índia, S. Radhakrishnan, chamou-o mais tarde de um dos "formadores da Índia Moderna", afirmação também feita por Sri Aurobindo.

## Ensinamentos de Dayananda
Maharshi Dayanand defendeu que todos os seres humanos são igualmente capazes de alcançar qualquer coisa. Ele disse que todas as criaturas são a eterna Praja ou cidadãos do Senhor Supremo. Ele disse que os quatro Vedas que são Rigveda, Yajurveda, Samaveda e Atharvaveda são as únicas verdadeiras fontes não corrompidas do Dharma, reveladas pelo Senhor Supremo, no início de cada criação, também porque são o único conhecimento perfeitamente preservado sem alterações usando prosódia sânscrita ou Chhandas e diferentes técnicas de contagem do número de versos com diferentes cantos védicos Técnicas. Ele diz que a confusão em relação aos Vedas surgiu devido às interpretações equivocadas dos Vedas, e os Vedas promovem a Ciência e pedem aos Humanos que descubram a Verdade Última, que ele enfatizou ao longo de seu Comentário sobre os Vedas.
Ele aceitou os ensinamentos dos dez primeiros Upanishads principais também com Shvetashvatara Upanishad, que explica a parte Adhyatma dos Vedas. Ele disse ainda que qualquer fonte, incluindo Upanishads, deve ser considerada e aceita apenas nessa medida, pois estão em conformidade com os ensinamentos dos Vedas.
Ele aceitou os 6 textos Vedanga que incluem gramática e afins necessários para a correta interpretação dos Vedas. Entre os textos gramaticais sânscritos, diz ele, o Aṣṭādhyāyī de Pāṇini e seu comentário, Mahabhashya de Maharshi Patanjali são os textos válidos sobreviventes atuais e todos os outros textos gramaticais modernos sobreviventes não devem ser aceitos, pois são confusos, desonestos e não ajudarão as pessoas a aprender os Vedas facilmente.
Ele aceitou os seis Darshana Shastras que incluem Samkhya, Vaisheshika, Nyaya, Yoga Sutras de Patanjali, Purva Mimamsa Sutras, Vedanta Sutras. Ao contrário de outros estudiosos medievais do sânscrito, Dayanand disse que todos os seis Darshanas não são oponentes, mas cada um lança luz sobre diferentes aspectos exigidos pela Criação. Portanto, todos eles são independentes por direito próprio e todos eles estão de acordo com os ensinamentos dos Vedas. Ele diz que Acharya Kapila de Sankhya Darshan não era ateu, mas foram os estudiosos que interpretaram mal seus sutras.
Ele disse que os livros chamados Brahamana-Granthas como Aitareya Brahmana, Shatapatha Brahmana, Sāma Brahamana, Gopatha Brahmana, etc., que são de autoria dos videntes para explicar o significado dos Vedas, também são válidos, mas novamente apenas nessa medida, pois concordam com quatro Vedas, porque esses textos são propensos a interpolações por outros. Ele disse que são esses livros que são chamados pelos nomes de "Itihasa, Purana, Narashamsa, Kalpa, Gatha", pois contêm informações sobre a vida dos videntes e incidentes, informam sobre a criação do Mundo, etc...
Ele afirmou que os dezoito Puranas e os dezoito Upapuranas, não são os autênticos Puranas e estes não são de autoria do sábio Vyasa, e eles violam os ensinamentos dos Vedas e, portanto, não devem ser aceitos. Os dezoito Puranas e Upapuranas estão cheios de contradições, adoração a ídolos, encarnações e personificação de Deus, templos, rituais e práticas que são contra os Vedas. Em seu livro Satyarth Prakash, ele diz que qualquer "bom" presente nesses dezoito Puranas e Upapuranas, já estão presentes nos Vedas e, como contêm muitas informações falsas que podem enganar as pessoas, devem ser rejeitadas.
Ele aponta que o sábio Vyasa foi chamado assim pelo nome "Vyasa" não porque ele dividiu os Vedas, mas indica o "diâmetro ou largura", o que significa que o sábio Veda Vyasa havia estudado os Vedas em grande profundidade.
Ele lista vários textos que não devem ser tratados como textos honestos para desenvolver a compreensão do mundo e do Senhor. Ele rejeitou "todos" os textos tântricos, incluindo Pancharatra. Ele disse que esses textos não são válidos, pois ensinam diferentes costumes, rituais e práticas que são contra os Vedas.
Dayanand baseou seus ensinamentos nos Vedas, que podem ser resumidos da seguinte forma:
1. Há três entidades que são eternas: 1. O Senhor Supremo ou Paramatma, 2. As Almas Individuais ou Jivatmas, que são vastas em número, mas não infinitas, 3. Prakriti ou Natureza.[6][7][8]
2. Prakṛti ou Natureza, que é a causa material da Criação, é eterna e é caracterizada por Sattva, Rajas e Tamas, que tendem a estar em equilíbrio. Em cada ciclo da criação, o Senhor Supremo consciente perturbará seu equilíbrio e o tornará útil para a criação do Mundo e suas forças e para fabricar os corpos exigidos pelas almas individuais. Após um tempo específico chamado dia da Brahma (Brahma significa grande, longo, etc.), a criação seria dissolvida e a natureza seria restaurada ao seu equilíbrio. Depois de um período chamado de Noite de Brahma, que é igual à duração do dia do Brahma, a Criação se estabeleceria novamente. Esse ciclo de criação e dissolução é eterno.[6][7][8]
3. Jiva ou Jivatma ou Alma Eterna Individual ou Eu, são muitos que são diferentes uns dos outros, mas têm características semelhantes e podem atingir o "mesmo nível" de Felicidade no estado de Moksha ou Libertação. Eles não são feitos de partículas naturais e são sem corpo, além de todos os gêneros e todas as outras características vistas no mundo, mas adquirem um corpo feito da Natureza e é conhecido como "nascimento". Essas almas são mais sutis do que a própria Natureza, mas nascem através do corpo de acordo com os princípios criativos estabelecidos pelo Senhor Supremo com base em seu Karma passado, e se esforçam para melhorar a si mesmas. Ao perceber a si mesmo, à Natureza e ao Senhor Supremo, as Almas Individuais são Libertadas. Mas essa realização depende de seus esforços e conhecimentos. Eles continuam vindo ao Mundo, usam a Natureza, obtêm os frutos de suas ações e aparecem tomando miríades de vidas de diferentes animais (Aqueles que alcançaram corpos intelectuais superiores também podem voltar para formas inferiores com base em seu Karma ou ações), eles refazem suas ações e são livres para escolher suas ações, aprender e reaprender, alcançar a Libertação. Após a longa duração de Moksha ou Libertação, voltaria novamente ao mundo. Como esse período de Moksha ou Libertação é longo, parece que eles nunca mais voltam ou nunca mais nascem, pelos outros seres que ainda estão no Mundo. Como são eternos e capazes de funcionar, essas características não podem ser destruídas. Eles são atemporais, eternos, mas não são oniscientes e, portanto, não podem ser os pervaders de todo o Espaço.[6][7][8]
4. O Senhor Supremo que é Um sem segundo como ele, cujo nome é Om, é a causa eficiente do Universo. As principais características do Senhor são - Sat, Chit e Ananda, ou seja, "Existe", tem "Consciência Suprema" e é "Eternamente Feliz". O Senhor e suas características são os mesmos. O Senhor Supremo está sempre presente em toda parte, cujas características estão além da Natureza ou do Prakriti, e permeia todas as almas individuais e a Natureza. Não é característico do Senhor Supremo nascer ou encarnar. Ele é sempre puro, isto é, não misturado pelas características da Natureza e das almas individuais. O Senhor Supremo é sem corpo, infinito, portanto não tem forma e, portanto, não pode ser adorado através de ídolos, mas só pode ser alcançado por qualquer ser através do Yogic Samadhi, como defendido nos Vedas que é resumido nos Yoga Sutras de Patanjali. Uma vez que o Senhor é incorpóreo e, portanto, além de todos os gêneros, os Vedas se dirigem a Ele como Pai, Mãe, Amigo, Causa dos Mundos, Criador, etc... Ele é a entidade mais sutil que é mais sutil que a Natureza, permeando e preenchendo toda a existência e o espaço. É devido à sua sutileza que ele poderia se apoderar da Natureza para criar os Mundos e ele não propõe nenhuma dificuldade para o movimento dos Mundos no Espaço. Por isso ele é chamado de Paramatman, que significa "Ultimate Pervader". Não existe quem seja igual a ele nem completamente oposto a ele. As ideias de Satanás, Fantasmas, etc. são estranhas aos Vedas.[6][7][8]
5. Ele disse que os nomes Agni, Shiva, Vishnu, Brahma, Prajapati, Paramatma, Vishva, Vayu, etc. são as diferentes características do Senhor Supremo, e o significado de cada um dos nomes deve ser obtido por Dhatupatha ou Root. E esses nomes não se referem a nenhuma divindade purânica. Além disso, certos nomes também podem se referir aos elementos mundanos que devem ser distinguidos de seus contextos.[6][7][8]
6. É a marca do intelecto de Maharshi Dayanand que ele poderia facilmente conciliar a noção de Saguna e Nirguna características do Senhor Supremo. Saguna, diz ele, refere-se a características do Senhor como Pervasividade, Onipotência, Bem-Aventurança, Consciência Suprema, etc. e, Nirguna, diz ele, refere-se àquelas características que não caracterizam o Senhor, por exemplo: da Natureza e das Almas Individuais, como diferentes estados de existência, nascer, etc. não são do Senhor. Até seu tempo, todos entendiam 'Saguna' como 'Com Forma e Corpo, Encarnação' e 'Nirguna' como 'Sem Forma e Corpo' estados do Senhor.[6][7][8]
7. Moksha ou Estado de Libertação não se refere a nenhum lugar característico, mas é o estado das Almas Individuais que alcançaram a Libertação. As Jivas ou Almas Individuais são caracterizadas por quatro estados diferentes de existência que são: 1. Jagrat (Vigília), 2. Swapna (Sonhar), 3. Sushupti (Sono Profundo) e 4. Turiya. É no quarto estado de Turiya que as Almas Individuais existem sem contato com a Natureza, mas são conscientes de si mesmas, de outras Almas Individuais e do Senhor Supremo (ou Verdade Eterna). Este estado de Moksha ou Turiya não é visto no Mundo, portanto, incomparável, mas só pode ser realizado. Nesse estado, eles estão livres de todos os tons da Natureza e possuem suas próprias mentes e experimentam a felicidade, o prazer de sua liberdade e afins, que são incomparáveis com qualquer forma de prazer no mundo. Eles são incorpóreos nesse estado e podem alcançar qualquer forma de prazer por sua própria vontade sem exigir qualquer agente externo como, por exemplo, eles podem desempenhar a função de ouvidos por conta própria sem exigir ouvidos materiais, etc. Nesse estado, eles são capazes de realizar todos os seus desejos, podem ir para onde quiserem naquele momento, testemunhar a criação, manutenção e dissolução dos mundos, eles também entram em contato com outros indivíduos que são libertados. Mas nesse estado, os poderes criativos permanecem com o Senhor Supremo porque os poderes do Senhor e do próprio Senhor não são coisas diferentes. Em Moksha, as almas individuais permanecem distintas umas das outras e do Senhor Supremo. E, por meio de sua própria capacidade e com o Senhor Supremo como meio, eles desfrutam da bem-aventurança. Após o período de Moksha, eles passam para este Mundo novamente, em apoio ao qual, ele cita Veda Mantras e Mundaka Upanishad, em seu livro Satyarth Prakash e Rigvedadi Bhashya Bhumika.[6][7][8]
8. Mais uma vez, é a marca da sagacidade de Maharshi Dayanand que ele concilia a noção de Moksha interminável ou Eterno. Ele diz, o "Eterno Moksha" ou "Ananta Moksha", refere-se à "permanência dos prazeres de Moksha", ao contrário dos prazeres momentâneos do Mundo, e não significa necessariamente que as almas individuais permanecerão em Moksha permanentemente. Ele esclarece dizendo que as almas individuais são permanentes e, portanto, suas características também, e é "ilógico" considerar que uma alma individual ficaria presa em um dos momentos do tempo sem início e escaparia do Mundo para a eternidade usando o período de tempo finito de suas vidas em diferentes formas de criatura. Mesmo que o ilógico seja aceito, isso também significa que mesmo antes de ele ficar preso na Criação, ele estava em Moksha, e, portanto, seu período Moksha pode falhar às vezes é a conclusão que é contraditória com a suposição de que Moksha é um período infinito de tempo. Assim, o ensinamento védico de que as almas individuais devem voltar após a libertação deve ser considerado válido. Em um ponto de vista diferente, ele esclarece a mesma ideia dizendo que todas as ações, sejam elas quais forem, são feitas por um período de tempo finito não podem produzir resultados infinitos ou frutos de ações, e após o período de Moksha, as jivas ou indivíduo não devem ter a capacidade de desfrutar ainda mais da felicidade de Moksha.[6][7][8]

Estes, disse ele, estão de acordo com os Vedas e Upanishads e cita versos dos Vedas.
Causas Sociais: Ele se opôs ao sistema de castas, à prática Sati, ao culto Murti, ao casamento infantil, etc., que são contra o espírito dos Vedas e defendeu que todos os males da sociedade deveriam ser investigados minuciosamente e removidos. O Varnashrama é baseado na educação e profissão e em seu livro Satyarth Prakash, ele cita passagens de Manusmriti, Grihya Sutras e Vedas que apoiam suas reivindicações. Ele defendeu a noção de um governo em todo o mundo, também conhecido como Chakradhipatya.

## Missão de Dayanand
Ele acreditava que o hinduísmo havia sido corrompido pela divergência dos princípios fundadores dos Vedas e que os hindus haviam sido enganados pelo sacerdócio para o autoengrandecimento dos sacerdotes. Para essa missão, fundou o Arya Samaj, enunciando os Dez Princípios Universais como um código para o Universalismo, chamado Krinvanto Vishwaryam. Com esses princípios, ele pretendia que o mundo inteiro fosse uma morada para Aryas (Nobres).
Seu próximo passo foi reformar o hinduísmo com uma nova dedicação a Deus. Ele viajou pelo país desafiando estudiosos religiosos e padres para discussões, vencendo repetidamente através da força de seus argumentos e conhecimento do sânscrito e dos Vedas.  Os sacerdotes hindus desencorajavam os leigos de ler as escrituras védicas e incentivavam rituais, como banhos no rio Ganges e alimentação de sacerdotes em aniversários, que Dayananda pronunciava como superstições ou práticas interesseiras. Ao exortar a nação a rejeitar tais noções supersticiosas, seu objetivo era educar a nação a retornar aos ensinamentos dos Vedas e a seguir o modo de vida védico. Ele também exortou os hindus a aceitarem reformas sociais, incluindo a importância das vacas para a prosperidade nacional, bem como a adoção do hindi como língua nacional para a integração nacional. Através de sua vida diária e prática de yoga e asanas, ensinamentos, pregações, sermões e escritos, ele inspirou os hindus a aspirar por Swarajya (autogoverno), nacionalismo e espiritualismo. Ele defendeu a igualdade de direitos e respeito às mulheres e defendeu a educação de todas as crianças, independentemente do gênero.
Dayanand também fez análises críticas de religiões, incluindo cristianismo e islamismo, bem como de outras religiões indianas como o jainismo, budismo e sikhismo. Além de desencorajar a idolatria no hinduísmo ele também era contra o que considerava ser a corrupção da fé verdadeira e pura em seu próprio país. Ao contrário de muitos outros movimentos de reforma de sua época dentro do hinduísmo, o apelo de Arya Samaj foi dirigido não apenas aos poucos educados na Índia, mas ao mundo como um todo, como evidenciado no sexto princípio do Arya Samaj. Como resultado, seus ensinamentos professavam o universalismo para todos os seres vivos e não para qualquer seita, fé, comunidade ou nação em particular.

Arya Samaj permite e encoraja os convertidos ao hinduísmo. O conceito de Dayananda de Dharma é declarado na seção "Crenças e Descrenças" de Satyartha Prakash, ele diz:
"Aceito como Dharma tudo o que estiver em plena conformidade com a justiça imparcial, a veracidade e afins; aquilo que não se opõe aos ensinamentos de Deus encarnados nos Vedas. Tudo o que não está livre de parcialidade e é injusto, participando da inverdade e coisas semelhantes, e se opondo aos ensinamentos de Deus incorporados nos Vedas – que eu tenho como Adharma."
"Ele, que depois de um pensamento cuidadoso, está sempre pronto a aceitar a verdade e rejeitar a falsidade; que conta a felicidade dos outros como conta a de si mesmo, ele eu chamo de justo".

—  Satyarth Prakash
A mensagem védica de Dayananda enfatizava o respeito e a reverência pelos outros seres humanos, apoiada na noção védica da natureza divina do indivíduo. Nos Dez Princípios do Arya Samaj, ele consagrou a ideia de que "Todas as ações devem ser realizadas com o objetivo principal de beneficiar a humanidade", em vez de seguir rituais dogmáticos ou reverenciar ídolos e símbolos. Os cinco primeiros princípios falam da Verdade, enquanto os cinco últimos falam de uma sociedade com nobreza, civismo, convivência e vida disciplinada. Em sua própria vida, ele interpretou Moksha como um chamado inferior, pois defendia benefícios para o indivíduo, em vez de chamar para emancipar os outros.
A mensagem de Dayananda de "volta aos Vedas" influenciou muitos pensadores e filósofos em todo o mundo.

### Atividades
Dayanand Saraswati é registrado como ativo desde os 14 anos, época em que era capaz de recitar versos religiosos e ensinar sobre eles. Ele era respeitado na época por participar de debates religiosos. Seus debates foram assistidos por grandes multidões.
Em 22 de outubro de 1869 em Varanasi, onde ele ganhou um debate contra 27 estudiosos e 12 pandits especialistas. O debate contou com a presença de mais de 50 mil pessoas. O tópico principal foi "Os Vedas defendem a adoração à divindade?"

## Publicações
Dayananda Saraswati escreveu mais de 60 obras. Isso inclui uma explicação de 16 volumes dos Vedangas, um comentário incompleto sobre o Ashtadhyayi (gramática de Panini), vários pequenos tratados sobre ética e moral, rituais védicos e sacramentos, e um artigo sobre a análise de doutrinas rivais (como Advaita Vedanta, Islã e Cristianismo). Algumas de suas principais obras incluem o Satyarth Prakash, Satyarth Bhumika, Sanskarvidhi, Rigvedadi Bhashya Bhumika, Rigved Bhashyam (até 7/61/2) e Yajurved Bhashyam. O Paropakarini Sabha localizado na cidade indiana de Ajmer foi fundado por Saraswati para publicar e pregar suas obras e textos védicos.

### Lista completa de obras
Fonte:
- Sandhya (Indisponível) (1863)
- Bhagwat Khandan OU Paakhand Khandan OU Vaishnavmat Khandan (1866) que criticou o Srimad Bhagavatam
- Advaitmat Khandan que criticou Advaita Vedanta
- Panchmahayajya Vidhi (1874 e 1877)
- Satyarth Prakash (1875 e 1884)
- Vedanti Dhwant Nivaran (1875) que criticava a filosofia vedanta
- Vedviruddh mat Khandan OU Vallabhacharya mat Khandan (1875) que criticava a filosofia Shuddhadvaita
- ShikshaPatri Dhwant Nivaran OU Swaminarayan mat Khandan (1875) que criticava os Shikshapatri
- Ved Bhashyam Namune ka PRATHAM Ank (1875) ·
- Ved Bhashyam Namune ka DWITIYA Ank (1876) ·
- Aryabhivinaya (Incompleto) (1876)
- Sanskarvidhi (1877 & 1884)
- Aaryoddeshya Ratna Maala (1877) ·
- RigvedAadi Bhasya Bhumika (1878), que é um prefácio de seu comentário sobre os Vedas
- Rigved Bhashyam (7/61/1, 2 apenas) (Incompleto) (1877 a 1899) que é um comentário sobre o Rigveda de acordo com sua interpretação
- Yajurved Bhashyam (Completo) (1878 a 1889), que é um comentário sobre o Yajurveda de acordo com sua interpretação
- Asthadhyayi Bhashya (2 Partes) (Incompleto) (1878 a 1879), que é um comentário sobre o Astadhyayi de Panini de acordo com sua interpretação
- Vedang Prakash (conjunto de 16 livros)
  1. Varnoccharan Shiksha (1879) ·
  2. Sânscrito Vakyaprabodhini (1879)
  3. VyavaharBhanu (1879) ·
  4. Sandhi Vishay
  5. Naamik
  6. Kaarak
  7. Saamaasik
  8. Taddhit
  9. Avyayaarth
  10. Aakhyatik
  11. Sauvar
  12. PaariBhaasik
  13. Dhatupath
  14. Ganpaath
  15. Unaadikosh
  16. Nighantu
- Gautam Ahilya ki Katha (Indisponível) (1879)
- Bhrantinivaran (1880) ·
- Bhrmocchedan (1880) ·
- AnuBhrmocchedan (1880) ·
- Go Karuna Nidhi (1880), que contém suas opiniões sobre o abate de vacas na Índia
- Chaturved Vishay Suchi (1971) ·
- Gadarbh Taapni Upnishad (Conforme Babu Devendranath Mukhopadhyay) (Indisponível)
- Hugli Shastrarth Tatha Pratima Pujan Vichar (1873), que é um registro de seus argumentos com especialistas ortodoxos em Bengala e suas opiniões sobre a validade do culto a ídolos no hinduísmo
- Jaalandhar Shastrarth (1877), que é um registro de seus argumentos com especialistas ortodoxos em Jalandhar
- Satyasatya Vivek (Bareily Shastrarth) (1879), que é um registro de seus argumentos com especialistas ortodoxos em Bareily
- Satyadharm Vichar (Mela Chandapur) (1880), que é um registro de seus argumentos com teólogos muçulmanos e cristãos em um diálogo inter-religioso realizado em Chandapur do distrito de Shahjahanpur
- Kashi Shastrarth (1880), que é um registro de seus argumentos com especialistas ortodoxos em Varanasi
- Para outros diversos Shastrarth por favor leia: Dayanand Shastrarth Sangrah publicado por Arsh Sahitya Prachar Trust, Delhi Rishi Dayanand ke Shastrarth Evam Pravachan publicado por Ramlal Kapoor Trust Sonipat (Haryana). Arya Samaj ke Niyam aur Upniyam (30 de novembro de 1874) que trata do código de conduta para o Arya Samaj Updesh Manjari (Puna Pravachan) (4 de julho de 1875), que é um registro de seus sermões entregues a seus seguidores em Pune, Swami Dayanand dwara swakathit Janm Charitra (Durante Puna pravachan) (4 de agosto de 1875), que é um registro de sua vida inicial falado por ele mesmo para seus seguidores em Pune , Maharshi Dayanand Saraswati, Jivan Charitra Galeria de Fotos Swami Dayanand dwara swakathit Janm Charitra, para o jornal mensal da Sociedade Teosofista: Nov & 1 Dec Rishi Dayanand ke Patra aur Vigyapan que é uma coleção de cartas e panfletos escritos por ele.